# Alice Dubois
Alice Dubois (Levallois-Perret, 20 de abril de 1970) es una deportista francesa que compitió en judo. Ganó dos medallas de oro en el Campeonato Europeo de Judo en los años 1993 y 1995.
Participó en los Juegos Olímpicos de Atlanta 1996, donde finalizó quinta en la categoría de –66 kg.

## Palmarés internacional
| Campeonato Europeo | Campeonato Europeo       | Campeonato Europeo | Campeonato Europeo |
| Año                | Lugar                    | Medalla            | Categoría          |
| ------------------ | ------------------------ | ------------------ | ------------------ |
| 1993               | Atenas (Grecia)          | Medalla de oro     | –66 kg             |
| 1995               | Birmingham (Reino Unido) | Medalla de oro     | –66 kg             |